# GHI Bronx Tennis Classic 2008
Il GHI Bronx Tennis Classic 2008 è stato un torneo di tennis facente parte della categoria ATP Challenger Series nell'ambito dell'ATP Challenger Series 2008. Il torneo si è giocato a Bronx negli Stati Uniti dall'11 al 17 agosto 2008 su campi in cemento e aveva un montepremi di $50 000.

## Vincitori

### Singolare
Lukáš Dlouhý ha battuto in finale  Leonardo Mayer con il punteggio di 6–0, 6–1

### Doppio
Lukáš Dlouhý /  Tomáš Zíb hanno battuto in finale  Andreas Beck /  Martin Fischer con il punteggio di 3–6, 6–4, [11–9]